# USS Milwaukee (CL-5)
«Мілвокі» (англ. USS Milwaukee (CL-5) — військовий корабель, легкий крейсер типу «Омаха» військово-морських сил США. Третій корабель американського флоту, названий на честь міста Мілвокі. Корабель провів більшу частину своєї ранньої кар'єри у складі Азіатського та Бойового флотів. У 1941 році його призначили до Нейтрального патруля, доки наприкінці 1941 року не переобладнали в Нью-Йорку. На початку 1942 року він супроводжував військовий конвой до Тихого океану, а потім повернувся до Південної Атлантики, де полював на німецькі торгові рейдери та проривачі блокади. У листопаді він перехопив один з останніх, але він затонув, перш ніж його вдалося захопити. У 1944 році крейсер був тимчасово переданий радянському ВМФ і увійшов до лав Північного флоту як «Мурманськ». Ради повернули корабель у 1949 році й у грудні того ж року він був проданий на брухт.
«Мілвокі» був закладений 13 грудня 1918 року на верфі компанії Todd Dry Dock and Construction Company у Такомі. 24 березня 1921 року він був спущений на воду, а 20 червня 1923 року увійшов до складу ВМС США.

## Історія служби
«Мілвокі» проходив капітальний ремонт на Бруклінській військово-морській верфі, коли 7 грудня японці напали на Перл-Гарбор. 31 грудня корабель супроводжував конвой до Карибського моря з Нью-Йорка, а потім супроводжував вісім транспортних кораблів з військами від Панамського каналу до островів Товариства. Після повернення він знову приєднався до патрульних сил Південної Атлантики та наступні два роки залучався до патрулювання між Бразилією та узбережжям Африки. 19 травня крейсер отримав SOS від бразильського вантажного судна SS Commandante Lyra, яке було торпедовано італійським підводним човном «Агостіно Барбаріго» біля берегів Бразилії. «Мілвокі» знайшове покинуте вантажне судно, яке горіло. Американці зняли з рятувальних шлюпок 25 людей, тих, хто вижив, у тому числі капітана судна. За допомогою однотипного крейсера «Омаха» та есмінця «Макдугал» пожежу було погашено, вантаж було викинуто, щоб полегшити корабель, а Commandante Lyra було відбуксовано до Форталези. В ніч на 20 травня американський крейсер був атакований «Барбаріго» під командуванням Енцо Гроссі (який прийняв його за лінкор «Меріленд» або «Каліфорнія») двома торпедами, які промахнулися й навіть не були помічені командою. Однак Гроссі стверджував, що втопив свою ціль, і був підвищений до капітана фрегата і нагороджений Золотою медаллю військової доблесті та Залізним хрестом. Дві наступні перевірочні комісії в 1949 і 1962 роках зрештою скасували підвищення і нагороди.
21 листопада «Мілвокі», «Цинциннаті» та есмінець «Сомерс» перехопили німецький проривач блокади «Аннеліз Ессбергер». Коли «Сомерс» наблизився до 3,5 морських миль (6,4 км), німецьке судно було затоплено командою, щоб запобігти захопленню. «Мілвокі» врятував 62 члени екіпажу судна. 2 травня 1943 року, коли корабель перебував на ремонті в Ресіфі, його екіпаж допоміг погасити пожежу на нафтовому танкері SS Livingston Roe. 8 лютого 1944 року корабель відплив до Бруклінської військово-морської верфі, готуючись до його тимчасової передачі Радянському Союзу замість італійських кораблів, виділених після капітуляції Італії, які не могли бути доставлені. Він супроводжував конвой до Белфаста, а потім увійшов до складу ескорту конвою JW 58 під час його переходу до Мурманська, який розпочався 29 березня.
20 квітня корабель був переданий в оренду радянському Північному флоту в Мурманську. Крейсер був прийнятий до радянського флоту як «Мурманськ» і виконував конвойну та патрульну службу в Північному Льодовитому океані до кінця війни. Згодом він став навчальним кораблем і брав участь у маневрах флоту 1948 року. 16 березня 1949 року «Мілвокі» було повернуто Сполученим Штатам. Він був першим із 15 американських військових кораблів, позичених та повернутих Радянським Союзом. 18 березня 1949 року він прийшов на Філадельфійську військово-морську верф, а 10 грудня був проданий на металобрухт компанії American Shipbreakers, Inc. з Вілмінгтона, штат Делавер.